# 마스카라 (1995년 영화)
"마스카라"(Mascara)는 한국에서 제작된 이훈 감독의 1995년 멜로/로맨스, 드라마 영화이다. 장두이 등이 주연으로 출연하였고 손영호 등이 제작에 참여하였다.

## 출연

### 주연
- 장두이

### 조연
- 장송미
- 하지나
- 김세영

## 기타
- 조명: 신준하